# Бассомпьер, Франсуа де
Франсуа́ де Бассомпье́р, маркиз д’Аруэ́ (фр. François de Bassompierre, marquis d’Haroué; 12 апреля 1579 — 12 октября 1646) — зять герцога Гиза, фаворит Генриха IV, маршал Франции (1622), автор пространных мемуаров о придворной жизни своего времени. По словам авторов ЭСБЕ, «расточительный, вечно в долгах, красивый, ловкий, Бассомпьер представляет собой одну из наиболее типичных фигур французского светского общества XVII столетия».
Бассомпьер происходил из старинной лотарингской дворянской фамилии. Воспитывался с братьями в Баварии и Италии. Двадцатилетним юношей попал ко двору Генриха IV и скоро сделался любимцем короля, который уже в 1600 году произвел его в полковники. Его первыми военными кампаниями были савойская (1600) и турецкая (1603). При создании площади Вогезов он обзавёлся на ней роскошным особняком, который его внебрачный сын (от сестры маркизы де Вернёй), епископ Сентский, впоследствии продаст в казну.
После смерти Генриха Бассомпьер своими учтивыми манерами приобрел расположение королевы Марии Медичи, которая в 1614 году сделала его главноначальствующим над швейцарскими наемными войсками. Тем не менее при несогласиях, возникших между Марией и её сыном, он принял сторону короля и немало содействовал низвержению королевы. В награду за это он получил маршальский жезл, а затем был посланником в Испании (1621), в Швейцарии (1625) и в Англии (1626), причем выказал себя и отличным дипломатом.

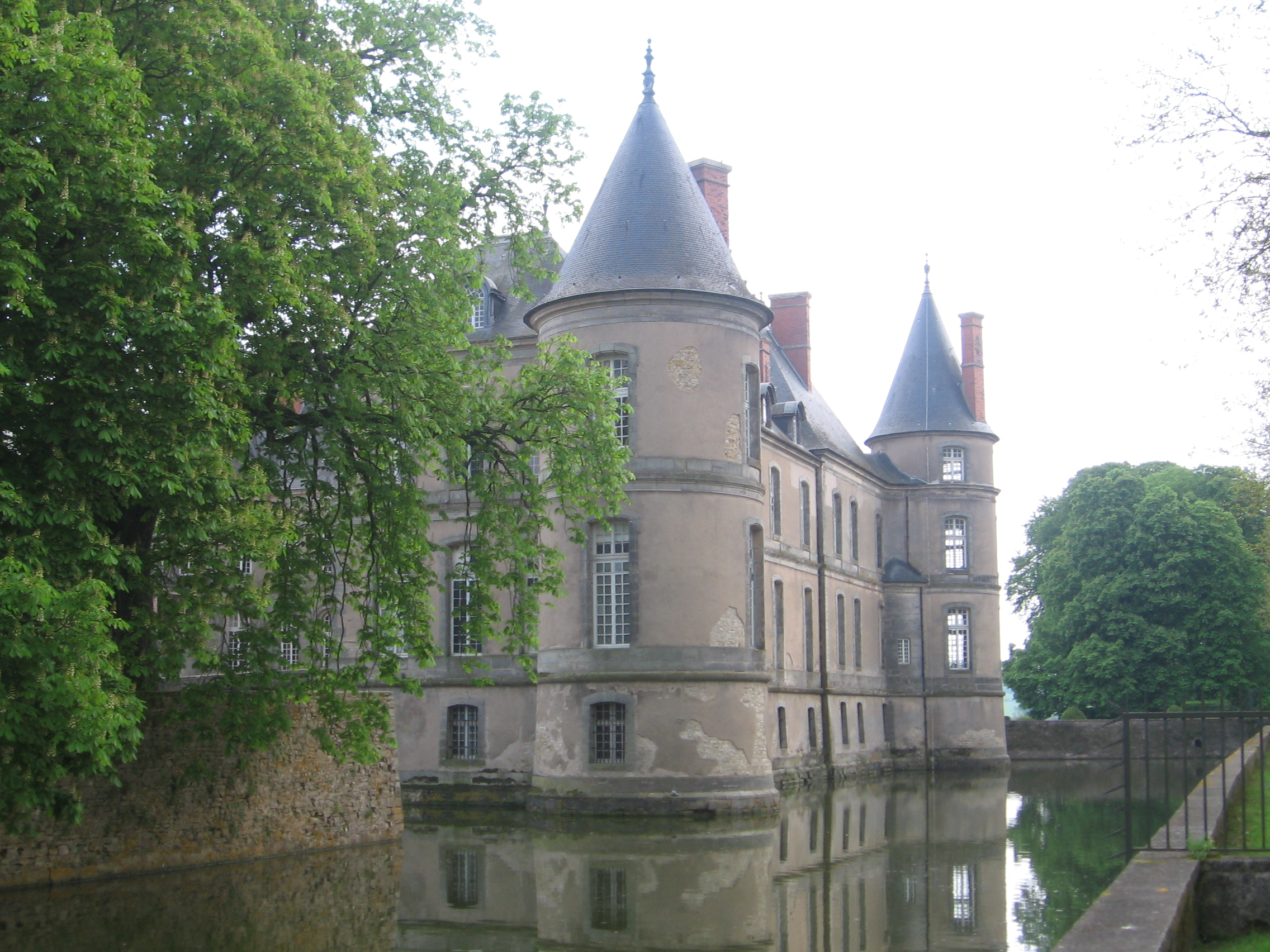
Замок Аруэ, где родился Бассомпьер

По возвращении во Францию маршал Бассомпьер покрыл себя славой при осаде Ла-Рошели, подавлении мятежа Монморанси и штурме горного прохода у Сузы. Он тайно женился на близкой подруге королевы, Луизе Маргарите Лотарингской (дочери Генриха де Гиза, вдове Франсуа де Конти и суверенной правительнице Шато-Рено).
После «дня одураченных» кардинал Ришельё обратил свою ненависть на приближённых королевы, в число которых не вполне справедливо попал и Бассомпьер. Он был арестован в Санлисе 25 февраля 1631 года и заключён на 12 лет в Бастилию, откуда вышел лишь после смерти всемогущего кардинала. Последние годы жизни провёл в своём нормандском имении Тильер. В тюрьме он написал опубликованные в 1665 году записки, которые дают интересный материал по французской истории первой трети XVII века.